# Muppet Adventure: Chaos at the Carnival
Muppet Adventure: Chaos at the Carnival é um videogame lançado para o Apple II, Commodore 64 e MS-DOS em 1989 pela Hi Tech Expressions, foi portado para o Nintendo Entertainment System em 1990. O jogo apresenta Muppets criados por Jim Henson em uma série de minijogos inspirados no carnaval em busca de chaves suficientes para resgatar Miss Piggy do Dr. Grump. Esses minijogos incluem Carrinhos de choque, Funhouse, Tunnel of Love, Duck Hunt e Space Ride. O jogo foi inicialmente lançado para o Apple IIc com um bug que o tornava invencível. Ao atingir a condição de vitória contra o Dr. Grump, o jogo iria introduzir um ciclo interminável de levar o jogador de volta a um nível anterior, em vez de ter Dr. Grump ser derrotado.

## Porta NES
A versão NES do jogo é diferente de suas contrapartes de computador, pois tem um coração na tela que designa a detecção de acertos, mas elimina o modo de dois jogadores. O jogador deve completar cada nível com um personagem específico. Os níveis iniciais, que você pode concluir em qualquer ordem, são os seguintes;
Kermit, o Sapo desce um rio em um tubo interno, Fozzie Bear deve escapar de uma Fun House de sobremesas, Gonzo voa em uma nave espacial e Animal dirige um carro de choque.
Depois de completar esses níveis iniciais, o jogador controla Kermit, o Sapo, armado com uma pena, no castelo do Dr. Grump.